# Metabolismo de la xilosa

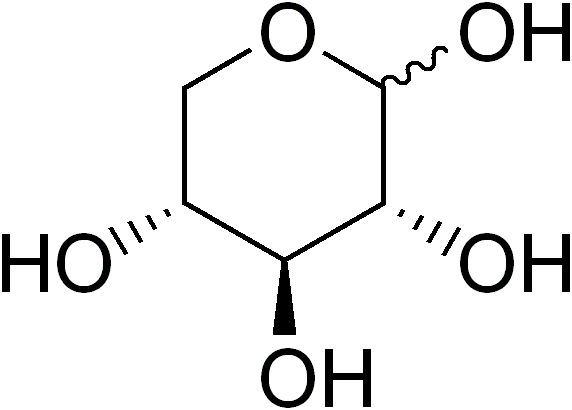
Xilosa

La α-D-xilopiranosa (D-xilosa, o azúcar de la madera) es una aldosa de cinco carbonos que es el principal componente monosacárido del xilano que se encuentra en la hemicelulosa de las paredes celulares de las plantas. de cinco carbonos (un monosacárido y pentosa) que puede ser catabolizada o metabolizada por algunas bacterias y hongos en varios productos útiles.
Existen al menos cuatro rutas metabólicas para el catabolismo de la D-xilosa: en los microorganismos eucariotas existe una ruta oxidorreductasa. Los procariotas típicamente hacen uso de una ruta isomerasa, y entre estos últimos existen también dos rutas oxidativas llamadas ruta de Weimberg y ruta de Dahms.

## Rutas

### Ruta isomerasa
En esta ruta, llamada también ruta de degradación de la xilosa I; la enzima xilosa isomerasa (XI) convierte a la D-xilosa directamente en D-xilulosa. La D-xilulosa luego se fosforila a D-xilulosa-5-fosfato por medio de la enzima xilulosa quinasa (XK), al igual que como ocurre en la ruta oxidorreductasa. En el equilibrio, la reacción de isomerización resulta en una mezcla de 83% de D-xilosa y 17% de D-xilulosa, debido a que la conversión de xilosa en xilulosa es energéticamente desfavorable. Finalmente la xilulosa-5-fosfato se incorpora a la vía de las pentosas fosfato. A partir de este punto los compuestos obtenidos siguen el flujo de las vías metabólicas centrales de la célula para satisfacer la necesidad de metabolitos precursores, poder reductor y energía metabólica.si

Esta fórmula estructural utiliza texto incrustado para sus símbolos químicos.

### Ruta oxidorreductasa
Esta ruta se conoce también como la ruta xilosa reductasa-xilitol deshidrogenasa o ruta XR-XDH. Las dos primeras enzimas de esta vía metabólica son la xilosa reductasa (XR) y la xilitol deshidrogenasa (XDH). En esta vía la XR reduce a la D-xilosa a xilitol haciendo uso de NADH o NADPH como donantes de equivalentes de reducción. El xilitol luego se oxida a D-xilulosa por medio de la XDH usando NAD como cofactor. En el último paso la D-xilulosa se fosforila por medio de la xilulosa quinasa (XK) haciendo uso de ATP, para producir D-xilulosa-5-fosfato que es un intermediario en la vía de las pentosas fosfato. Debido a la gran cantidad de cofactores que requiere esta vía metabólica, y al grado en que estos se encuentran disponibles para su uso, un desbalance de cofactores puede resultar en una acumulación del metabolito intermedio xilitol si la regeneración de NAD resulta insuficiente. Esto ocurre típicamente bajo condiciones limitadas de oxígeno o cuando se hace uso de levaduras que normalmente no fermentan la xilosa son modificadas genéticamente añadiéndoles esta ruta oxidorreductasa. Es bastante menos común en levaduras que naturalmente fermentan la xilosa, ya que estas poseen mecanismos para regenerar el NAD bajo condiciones limitadas de oxígeno.

### Ruta de Weimberg
La ruta de Weimberg es una ruta oxidativa en la que la D-xilosa se oxida a D-xilono-lactona por medio de una reacción catalizada por la enzima D-xilosa deshidrogenasa seguida por una lactonasa que hidroliza a la lactona a ácido D-xilónico. A continuación una xilonato deshidratasa extrae una molécula de agua produciendo 2-ceto 3-desoxi-xilonato. Una segunda deshidratasa forma el 2-cetoglutarato semialdehido el cual a continuación se oxida para formar 2-cetoglutarato.

### Ruta de Dahms
La ruta de Dahms comienza igual que la ruta de Weimberg, pero con la diferencia de que el 2-ceto-3 desoxi-xilonato es escindido por una aldolasa en piruvato y glicolaldehido.

## Aplicaciones biotecnológicas
Desde el punto de vista biotecnológico, es útil conocer los mecanismos implicados en el metabolismo de la xilosa, ya que resulta económicamente deseable fermentar D-xilosa para producir etanol. Esto puede conseguirse ya sea utilizando levaduras que nativamente son capaces de fermentar la xilosa, tales como Scheffersomyces Pichia stipitis o haciendo uso de cepas de Saccharomyces cerevisiae obtenidas por medio de ingeniería metabólica. Pichia stipitis no resulta tan tolerante al etanol como la levadura que se utiliza tradicionalmente para producirlo a escala comercial que es la Saccharomyces cerevisiae. S. cerevisiae por otra parte no es capaz de fermentar la D-xilosa para producir etanol. En un intento por producir cepas de S. cerevisiae que sean capaces de fermentar la D-xilosa, se introdujeron por medio de ingeniería genética los genes XYL1 y XYL2 de P. stipitis en S. cerevisiae; estos genes codifican para las enzimas D-xilosa reductasa (XR) y xilitol deshidrogenasa (XDH), respectivamente. La XR cataliza la formación de xilitol a partir de la D-xilosa, y la XDH la formación de D-xilulosa a partir de xilitol. Saccharomyces cerevisiae es naturalmente capaz de fermentar la D-xilulosa por medio de la vía de las pentosas fosfato.
Haciendo uso de otro enfoque, también se ha introducido xilosa isomerasa bacteriana en S. cerevisiae. Esta enzima cataliza la formación directa de D-xilulosa a partir de D-xilosa. Muchos intentos de conseguir la expresión de las isomerasas bacterianas resultaron rotundos fracasos debido a plegamientos incorrectos u otros problemas, pero la xilosa isomerasa proveniente del hongo anaeróbico Piromyces sp. ha probado dar buenos resultados. Una ventaja aclamada para la S. cerevisiae genéticamente modificada con la xilosa isomerasa, es que las células obtenidas son capaces de crecer anaeróbicamente en xilosa luego de una adaptación evolutiva.
Diferentes estudios sobre el flujo a través de la vía oxidativa de las pentosas fosfato durante el metabolismo de la D-xilosa han revelado que limitar la velocidad de este paso puede ser beneficioso para la eficiencia de la fermentación a etanol. Algunas modificaciones en este flujo que pueden mejorar la producción de etanol pueden ser por ejemplo la delección del gen de la fosfogluconato deshidrogenasa, o el de la glucosa-6-fosfato deshidrogenasa. Ya que la vía de las pentosas fosfato produce NADPH adicional durante el metabolismo, al limitar este paso se puede ayudar a corregir el desbalance entre NADPH y NAD+, y reducir la formación de xilitol como subproducto.
Otro experimentó comparó las dos vías de metabolización de la D-xilosa, revelando que la vía XI es la mejor para producir mayores cantidades de etanol, mientras que la vía de la XR-XDH tiene una velocidad de producción de etanol mucho mayor.
La sobreexpresión de los cuatro genes que codifican para las enzimas de la vía de las pentosas no oxidativa: transaldolasa, transcetolasa, ribulosa-5-fosfato epimerasa y ribosa-5-fosfato cetol-isomerasa conduce a unas tasas de fermentación más altas tanto de D-xilulosa como de D-xilosa.
El objetivo de esta recombinación genética en laboratorio es desarrollar una levadura que pueda producir etanol eficientemente. Sin embargo, la efectividad de metabolización de D-xilosa por las cepas de laboratorio no siempre refleja las capacidades para metabolizar los productos crudos de xilosa en la naturaleza. Ya que la D-xilosa se aísla principalmente de residuos de agricultura tales como restos de madera, las levaduras nativas o genéticamente alteradas tienen que ser efectivas metabolizando estas fuentes naturales menos puras.
Se ha ensayado en laboratorio también variar la expresión de los niveles de enzimas XR y XDH en un intento por optimizar la eficiencia de la ruta del metabolismo de la D-xilosa.